# 寺島光一郎
寺島 光一郎（てらしま こういちろう、1944年4月30日 - ）は、日本の政治家。元北海道乙部町長。

## 略歴
乙部町出身。北海道札幌南高等学校、北海道大学農学部卒業。その後農林省入庁。1983年5月、北海道乙部町長当選。以後、9期連続当選。2007年、全国町村会副会長就任。2期目以降の8回の当選はすべて無投票当選であり、個人の長期無投票当選としては元石川県根上町長の森茂喜（森喜朗の父）に次ぐ記録である。2019年の選挙には出馬せず、引退を表明。
2009年10月30日、鳩山由紀夫内閣下で総務省顧問に就任した。
後任町長となった寺島努とは、同姓だが血縁関係はない。